# CFM International LEAP
El CFM International LEAP es un motor aeronáutico civil, tipo turbofán, de alto índice de derivación. Está siendo desarrollado por la compañía conjunta CFM International, formada por el fabricante aeronáutico francés Safran Aircraft Engines y el estadounidense GE Aviation.

## Diseño y desarrollo
El LEAP ("Leading Edge Aviation Propulsion") incorpora la tecnología que CFM desarrolló en el programa LEAP56, que la misma lanzó en el año 2005. El motor LEAP fue presentado oficialmente el 13 de julio de 2008. Está previsto que este motor sustituya a las variantes CFM56-5B y CFM56-7B.
La variante CFM LEAP-1A (24 500-32 900 lb) fue certificada FAA y AESA el 23 de noviembre de 2015, y CFM International entregó los 2 primeros ejemplares de producción a Airbus el 2 de abril de 2016.
La compañía Commercial Aircraft Corporation of China (COMAC) fue la primera en seleccionar el motor LEAP, que será empleado en el COMAC C919. Está previsto que esta compañía sea una de las primeras en poner en servicio una variante del LEAP, el LEAP-1C (27 980-30 000 lb), en el año 2016. También Boeing tiene previsto emplear la variante CFM LEAP-1B (23 000–28 000 lb), tras aprobar el 30 de agosto de 2011 el desarrollo del Boeing 737 MAX.

### Innovaciones 3D
Los 19 inyectores de combustible se fabricarán con impresoras 3D, a partir de polvos de aleación de cobalto-cromo: son hasta un 25 % más ligero y 5 veces más duraderos que los fabricados tradicionalmente.

## Aplicaciones
- Airbus A320neo
- Airbus A321neo
- Boeing 737 MAX
- COMAC C919

### Desarrollos relacionados
- CFM International CFM56

### Motores similares
- Pratt & Whitney PW1000G

### Listas relacionadas
- Anexo:Motores aeronáuticos